# 404. Ersatz- und Ausbildungs-Division (Wehrmacht)
Die 404. Ersatz und Ausbildungs-Division war eine deutsche Infanteriedivision im Zweiten Weltkrieg.

## Divisionsgeschichte

### Division z.b.V. 404
Die Division z.b.V. 404 wurde am 24. Oktober 1939 als Stab; ab Mitte Dezember als Divisionskommando; in Dresden aufgestellt und war mit der Führung der Landesschützen-Einheiten des Wehrkreises IV betraut, welche aus älteren Soldatenjahrgängen bestand. Am 25. September 1942 wurde die Division in Division Nr. 404 umbenannt.

### Division Nr. 404
Anstelle der in das Generalgouvernements verlegte Division Nr. 154 wurde die Division Nr. 404 mit der Führung der Ersatztruppen im Wehrkreis IV beauftragt. Ende März 1945 wurde die Division im Rahmen der Leuthen-Aktion in den Raum Lübben-Görlitz-Bautzen gezogen und anschließend umgegliedert.

### 404. Ersatz- und Ausbildungs-Division
Die Division wurde Anfang April 1945 direkt aus der Division Nr. 404 ohne Änderung der Gliederung aufgestellt und der 4. Panzerarmee bei der Heeresgruppe Mitte unterstellt. Die Division wurde auch als 404. Infanterie-Division geführt.
Die Einheit kam im April 1945 mit den Ausbildungstruppen in der Lausitz zum Einsatz gegen die Rote Armee und ging nun bei der 7. Armee gemeinsam mit den Ersatztruppen im Mai 1945 in Sachsen im Raum Plauen–Zwickau in US-amerikanische Kriegsgefangenschaft.
Im April 1945 waren Einheiten der Division um Stollberg eingesetzt, als das Standgericht den Bürgermeister Johannes Friedrich erschoss. Ob Mitglieder der Division direkt beteiligt waren, ist unklar.

## Gliederung
März 1940
- Landesschützen-Bataillone 351, 353, 357, 359, 360, 362, 364 bis 369, 371, 372, 375 und 377
- Landesschützen-Ersatz-Bataillon 4

Dezember 1943
- Grenadier-Ersatz-Regiment 524 (Dresden) aus vier Bataillone
- Grenadier-Ersatz-Regiment 544 (Löbau) aus vier Bataillone
- Grenadier-Ersatz-Regiment 554 (Teplitz-Schönau) aus fünf Bataillone
- Artillerie-Ersatz- und Ausbildungs-Regiment 4 (Dresden) aus drei Abteilungen
- Radfahr-Ersatz-Abteilung 10 (Königsbrück)
- Pionier-Ersatz-Bataillon 24 (Riesa)
- Technisches Ersatz- und Ausbildungs-Bataillon Pirna

März 1945
- Divisions-Stab 404 in Dorfhain
- Grenadier-Ersatz-Regiment 524 (Dresden) mit Grenadier-Ausbildungs-Bataillon 514 (Dresden) und 192 (Döbeln)
- Grenadier-Ersatz-Regiment 544 (Löbau) mit Grenadier-Ausbildungs-Bataillon 385 (Lobositz) und 440 (Pirna)
- Grenadier-Ersatz-Regiment 554 (Teplitz-Schönau) mit Grenadier-Ausbildungs-Bataillon 32 (Teplitz-Schönau), 234 (Brüx) und 476 (Leitmeritz)

## Kommandeure
- Generalleutnant Arthur Schubert: nur für wenige Tage bis Ende Oktober 1939
- Generalleutnant Karl Maderholz: von Ende Oktober 1939 bis Ende November 1939
- Generalleutnant Arthur Schubert: von Ende November 1939 bis Ende September 1942
- Generalleutnant Fritz von Brodowski: von Ende September 1942 bis Mitte März 1943
- Generalleutnant Eccard Freiherr von Gablenz: von Mitte März 1943 bis Juli 1944
- Generalleutnant Hermann Meyer-Rabingen: von Juli 1944 bis Ende Januar 1945
- Generalmajor Gerhard Sturt: Ende Januar 1945 bis Ende März 1945
- Generalleutnant Hermann Meyer-Rabingen: Ende März 1945 bis zur Auflösung